# Минијатурна олтарска слика (WB.232)
Минијатурна олтарска слика (каталошки број WB.232) у Британском музеју у Лондону је веома мала преносива готска минијатурна скулптура од шимшира коју је 1511. године завршио мајстор из северне Холандије, понекад идентификован као Адам Диркс (активан око 1500–1530), и чланови његове радионице. Висине 25,1 цм, изграђена је од низа архитектонских слојева или регистара, који кулминирају у горњем триптиху, чији централни панел садржи детаљну и сложену сцену распећа испуњену мноштвом рељефних фигура. Његова спољна крила приказују са леве стране Христа како носи крст, а са десне - Васкрсење.
Мањи триптих на другом нивоу је исклесан у блажем рељефу и приказује Агонију у врту у свом централном панелу. Испод овога је један, широк али низак комад који приказује издају Јуде Искариотског, а затим следи доњи, полукружни аркадни приказ Тајне вечере, који је постављен на два регистра која служе као носачи за целокупну структуру. На полеђини олтара налазе се две коморе, које су некада можда садржавале мошти светаца.
Алати који су коришћени за горње триптихе били су слични онима који су коришћени у производњи рано холандских олтара у пуној величини и користили су сличну иконографију. Минијатуре су постале веома тражене међу колекционарима; данас је сачувано само око 150 примерака, са важним колекцијама у Британском музеју, Уметничкој галерији Онтарија и Музеју уметности Метрополитен у Њујорку. Скулптуру је Британском музеју поклонио барон Фердинанд де Ротшилд 1898. године као део Вадесдоновог завештања.

## Структура и иконографија
Минијатурни олтари од шимшира постали су популарни током тренда побожности према Страдању и животу Богородице крајем 15. века, када су коришћени као визуелна помагала за приватну молитву. Као и многи минијатурни олтари тог типа, дели карактеристике са олтарима у пуној величини грађеним за цркве, у овом случају подсећа, а можда је и направљен по узору на савремени олтар у катедрали Светог Бава у Генту, у Белгији, где се чувени Гентски олтар Јана ван Ајка чува од свог настанка средином 1420-их.
Иако је већина минијатура од шимшира прожета готским симболима, овај такође садржи низ утицаја италијанске ренесансе. По овоме је сличан мањем минијатурном олтару OA 561, скулптури од шимшира из око 1520–1530. године који се сада налази у Лувру, и која можда јесте, али и не мора бити дело холандског скулптора Адама Диркса. Оба дела деле веома сличну архитектонску структуру на пет нивоа, са горњим триптихом Распећа. Оба дела садрже веома стилизоване фигуре, које подсећају на трећи пример у палати Шарлотенборг у Копенхагену, у Данској.
Олтар има кожну кутију са позлаћеним ивицама. Луврски олтар има своју оригиналну кутију са Јесејевим дрветом. На полеђини се налазе две празне коморе, вероватно намењене за реликвије светаца, уметнуте у сада изгубљени грб, који би представљао првобитног дародавца или наручиоца.

## Опис

### Триптиси
Панели на горњем триптиху су премошћени закривљеним, седластим (у облику слова S) луковима. Када се отворе, откривају централни панел који приказује Распеће Исусово у витрини испуњеној бројним резбареним фигурама у пуном рељефу, постављеним на стрмом своду у позадини. Многи коментатори су описали висок ниво детаља садржаних у таквим ситним панелима, укључујући и историчара уметности који је писао 1911. године, који описује „конопце попут длаке који везују лопове (на крстовима), и подједнако танушна копља војника, потпуно одвојена, без икакве подршке, од позадине.“
У подножју централног панела налази се неколико коњаника, укључујући једног у центру који држи фењер на стубу. Његови горњи лукови су обложени рељефним (детаљним са обе стране) трасерским украсима. Лево крило приказује Исуса како носи крст, пре удаљеног погледа на жртвовање Исака. Десно крило приказује његово васкрсење, док позадински поглед садржи разне библијске сцене, укључујући и његово сахрањивање.
Слој испод распећа, такође триптих, садржи додатне сцене из Христовог живота. Уклесани латински натписи дуж доње ивице централног панела садрже текст инспирисан Јеванђељем по Јовану и гласе „SIC DEVS. DILEXIT.MVNDV“ (Тако је Бог заволео свет). Други натпис, који се налази на регистру Тајне вечере, налази се у картушу, испред централне фигуре Христа, и гласи „1511“, што ову холандску минијатуру од шимшира чини јединим сачуваним делом те врсте које је датирано.

### Аркада и база
Полукружна аркада у средишњем делу је окружена вратима која се затварају и приказује Тајну вечеру у пуном рељефу. Сваки апостол је висок само 1,6 цм, али са индивидуалним цртама лица, тањиром за храну и флашом за вино. Јуда Искариотски је једини учесник који није на Исусовој страни стола, већ седи леђима окренут од посматрача. Са обе стране панела налазе се лежећи лавови који држе празне штитове и два пара херувима који се рвају, дизајнираних у ренесансном стилу. Према речима историчарке уметности Доре Торнтон, херувими су „необична мешавина са касноготским стилом целокупне композиције“. Испод тога се налази прва од две структурне базе које садрже лежеће, оковане лавове. Штит са грбом и хералдичком огртачем је постављен између њих.

## Производња
Због сличности у квалитету и стилских сличности, Дирксу се приписује велики број минијатура од шимшира. За израду сложенијих минијатура мора да су биле потребне деценије, период еквивалентан целокупној каријери средњовековног мајстора резбара, па је стварна израда морала да укључи низ специјализованих занатлија. Пошто су тако сложени и вешти, вероватно је да је у њихову производњу био укључен само мали број радионица.
Као густо тврдо дрво са финим уздужним влакнима, шимшир је отпоран на цепање и крзање, те је стога идеалан за резбарење дрвета. Минијатурни триптиси, диптиси и други полиптиси од шимшира обично су направљени од једног блока дрвета са компонентама спојеним шаркама. Триптиси су углавном пратили формат и стил својих већих пандана, са централним панелом са главним свецима или библијском сценом и два мања помоћна крила.
Због њихових минијатурних размера, за израду ових дела мора да су коришћене лупе. Ситне комаде дрвета је било тешко учврстити (држати на месту) током резбарења. Куполасти простори, намењени да евоцирају црквену архитектуру, били су бушени или резбарени. Компоненте рељефа су или лепљене у претходно означене нише, или су биле везане клиновима, који су понекад били функционални и очигледно видљиви или имплантирани у облик рељефа. Због ове слојевите структуре, предмети су често крхки.

## Порекло
Олтар је био у поседу аустријског банкара и члана бечког огранка породице Ротшилд, Анселма Саломона фон Ротшилда из Беча 1866. године. Део своје колекције је завештао сину Фердинанду, укључујући и неколико других шимширових комада, тада познатих као верски уметнички предмети. Дора Торнтон и Пипа Ширли примећују да је Фердинанд толико ценио комаде од шимшира да су постављени централно у Новој соби за пушење имања Вадесдон. Фердинандов укус је тежио ка украшеним и ретким предметима, а посебно су га занимале минијатурне скулптуре од шимшира. Тежио је да се домогне олтара из Лувра, који је у то време припадао његовом рођаку Адолфу. Иако је његова колекција молитвених ораха често била отворена, сложенији комади су били смештени у заштитне стаклене кутијице. Фердинандово интересовање за резбарије од шимшира је очигледно у његовој дугој, али неуспешној потрази за париским минијатурним олтаром који је поседовао његов рођак; и отац и син били су живо фасцинирани предметима ове врсте.
Завештана је, као део Вадесдоновог завештања, Британском музеју након Фердинандове смрти 1898. године, што је једна од најзначајнијих аквизиција у историји музеја.